# 甲斐田祐輔
甲斐田 祐輔（かいだ ゆうすけ、1971年 - ）は、日本の映画監督。

## 経歴
2008年、『砂の影』が第37回ロッテルダム国際映画祭にて上映された。そのほかの監督作品に『ロト』『MUGEN』などがある。

## フィルモグラフィー

### 映画
- Two Deaths, Three Births（1999年）
- RAFT（2001年）
- すべては夜から生まれる（2003年）
- 砂の影（2008年）
- ロト（2009年）
- MUGEN（2009年）
- 明日「夏の視界」（2011年）

### ミュージック・ビデオ
- EGO-WRAPPIN'「あしながのサルヴァドール」（2002年）
- 畠山美由紀「夜と雨のワルツ」（2013年）
- JAZZ DOMMUNISTERS「DRIVE」（2014年）
- JAZZ DOMMUNISTERS「XXL」（2015年）
- 中島ノブユキ「散りゆく花」（2015年）
- EGO-WRAPPIN'「admire」（2016年）